# Bob Graf
Bob Graf  (* 1927 in St. Louis; † 1981) war ein US-amerikanischer Jazz-Tenorsaxophonist.
Bob Graf war ein Freund von Clark Terry, mit dem er 1948 in einer Formation spielte, die von Count Basie geleitet wurde. Graf, der stark von Lester Young beeinflusst war, blieb bis 1950 Basies Band verbunden, bis er von Wardell Gray ersetzt wurde; er wirkte jedoch an keiner Plattenaufnahme mit. 1950/51 gehörte er Woody Hermans Big Band an, mit der erste Aufnahmen entstanden. Er wurde Mitte der 1950er Jahre in der Jazzszene von St. Louis bekannt, wo er mit dem Gitarristen Don Overburg arbeitete; er spielte im Oktober 1956 u. a. in der kurzlebigen Big Band von Chet Baker mit Bobby Timmons und Phil Urso, mit der Aufnahmen für Pacific Jazz entstanden. Im Januar 1958 nahm er mit lokalen Musikern für das Chicagoer Label Delmark Records das Live-Album  At Westminster auf. Anfang der 1960er Jahre arbeitete er vorwiegend in St. Louis, u. a. mit Grant Green; Ende der 60er spielte er in Gerry Mulligans Big Band. In den 1970er Jahren arbeitete Graf weiterhin in der Clubszene seiner Heimatstadt und daneben in einem Musikgeschäft, wo er Instrumente reparierte. 